# Kanton Le Mans-Est-Campagne
Kanton Mans-Est-Campagne is een voormalig kanton van het Franse departement Sarthe. Kanton Mans-Est-Campagne maakte deel uit van het arrondissement Le Mans en telde 26.891 inwoners (1999). Het werd opgeheven bij decreet van 24 februari 2014 met uitwerking op 22 maart 2015.

## Gemeenten
Het kanton Le Mans-Est-Campagne omvatte de volgende gemeenten:
- Challes
- Changé
- Le Mans (deels, hoofdplaats)
- Parigné-l'Évêque
- Sargé-lès-le-Mans
- Savigné-l'Évêque
- Yvré-l'Évêque